# Ministrombus variabilis
Espèce
Synonymes
- Strombus variabilis Swainson, 1820[1]

Ministrombus variabilis est une espèce de mollusques gastéropodes de la famille des Strombidae.

## Systématique
Cette espèce, longtemps classée sous le genre Dolomena (ou Strombus (Dolomena)), a été reclassée en 2007 sous le genre Ministrombus par Klaus Bandel (d).

## Répartition
Ministrombus variabilis se rencontre de l'Indonésie jusqu'au Nord-Est de l'Australie, aux Philippines et à Samoa.

## Description
Ministrombus variabilis a une taille maximale de 6 cm et mesure généralement entre 2,5 cm et cette taille.

## Philatélie
Ce coquillage figure sur une émission de la Nouvelle-Calédonie de 1970 (valeur faciale : 10 F). Il est décrit comme Strombus variabilis.